# Maror
Maror kan även avse övernaturliga varelser i nordisk mytologi, för denna betydelse se: Mara (nordisk mytologi)
Maror (Dolichotis) är ett släkte som tillhör familjen marsvin (Caviidae).
De är inte lika nära släkt med tama marsvin som andra arter i samma familj.

## Utseende
En mara liknar i utseende en art från släktet harar som står på långa smala ben. Det finns däremot ingen nära släktskap mellan dessa djur. Individerna kan bli 45 till 75 cm långa (huvud och bål). De har dessutom en liten svans som är ca 4,5 cm lång. Till färgen är de bruna eller gråa med vitaktig mage. Vanlig mara väger upp till 9 kg eller sällan upp till 16 kg. Dvärgmaran är däremot bara 1,8 till 2,3 kg tung. Framtassarnas fyra tår är utrustade med klor och bakfötternas tre tår har klor som påminner om hovar.
Deras långa ben gör att de kan springa snabbt, uppskattningsvis 45 km per timme.

## Levnadssätt
Individerna är aktiva på dagen och syns ofta solbada. Under natten uppsöker de områden med större växter som ger skydd eller vilar i jordhålor. Dessa gräver de själva eller övertar från andra djur, till exempel viscachan (Lagostomus maximus).
Maror håller ihop två och två, en hane och en hona, hela livet. Vid vissa tillfällen kan det dock samlas många par (upp till 70 individer) som betar tillsammans. Det kan även finns två par som delar lya då ungarna föds. Ofta förekommer upp till fem lyor som ligger nära varandra. Honorna blir brunstiga endast en eller sällan två gånger om året. De får som mest tre ungar i en kull (oftast två), och ungarna diar i fyra månader. Unga honor kan efter åtta månader ha egna ungar. En mara kan bli 15 år gammal när den vårdas av människan. I naturen blir de sällan äldre än 10 år.
Arternas föda utgörs främst av gräs och örter samt av andra växtdelar.

## Utbredning
Marorna lever i busköknar och på grässlätter i Argentina, södra Bolivia och Paraguay.

## Arter och status
Det finns två arter, vanlig mara (Dolichotis patagonum) och dvärgmara (Dolichotis salinicola), den senare är mindre i storlek.
Den vanliga maran hotas av stäppernas omvandling till jordbruksmark och den jagas även för pälsens skull. Introducerade får är konkurrenter om samma föda. Dolichotis patagonum listas därför av IUCN som nära hotad (NT). Dvärgmaran listas som livskraftig (LC).